# Стасюк, Василий Дмитриевич
Василий Дмитриевич Стасюк (28 декабря 1913, Екатериновка (ныне Артёмовск) — 22 февраля 1984, там же) — Герой Советского Союза, в годы Великой Отечественной войны командир разведывательного отделения 236-й стрелковой дивизии 36-й армии Степного фронта, майор.

## Биография
Родился в 1913 году в селении Екатериновка (ныне Артёмовск, Перевальский район, Луганская область) в рабочей семье, украинец. Работал на «шахте имени Артёма». Участвовал в Великой Отечественной войны с августа 1943 года. Командир отделения 469-й отдельной разведывательной роты (236-я стрелковая дивизия, 46-я армия Степного фронта).
Отличился при форсировании Днепра. В ночь на 26 сентября 1943 года в составе разведгрупп преодолел Днепр в районе села Сошиновка (Верхнеднепровский район Днепропетровской области). Разведчики захватили плацдарм и в течение дня держали его до подхода передовых стрелковых подразделений, отражая большое количество атак. За образцовое выполнение боевых задач в боях с немецко-фашистскими захватчиками Василию Дмитриевичу было присвоено звание Героя Советского Союза.
После войны продолжил службу в армии. С 1955 года в запасе. Жил в Артёмовске, работал в производственном объединении «Ворошиловградуголь». Почётный гражданин Артёмовска, в его честь названа одна из улиц города.